# Henri Wallon
Henri Wallon (Párizs, 1879. június 15. – Párizs, 1962. december 1.) francia orvos, filozófus, pszichológus (a szociálpszichológia területén dolgozott), neuropszichiáter, tanár és politikus. Henri-Alexandre Wallon unokája, akit a Harmadik Köztársaság létrehozásában nyújtott döntő hozzájárulása miatt a "Köztársaság Atyjának" hívtak.

## Életútja, munkássága
Henri Wallon két területen működött, mint marxista politikus politikai pályára lépett, civilként pszichológiai kutatásokat folytatott a fejlődéslélektan területén.

### Politikája
Wallon 1931-ben csatlakozott a francia szocialista párthoz (SFIO) majd tagja lett a francia kommunista pártnak (PCF) 1942-ben. 1944-ben kinevezték oktatásügyi államtitkárnak. 1945 és 1946 között választott kommunista képviselő. Részt vett az oktatási reformot kidolgozó bizottságban, mely az oktatásügyi minisztérium égisze alatt működött. A reform a Langevien-Wallon Project néven vált ismertté (1945).

### Pszichológiája
Henri Wallon jobban ismert azonban tudományos munkássága alapján. Elsősorban a gyermekkorral foglalkozott. Tanulmányai végeztével a francia egyetemi világban a legmagasabb pozíciót töltötte be, vezetésével sokat haladt előre a kísérletezés.
Wallon felvételt nyert a École Normale Supéreure-re, ahol 1902-ben filozófiából szerzett kutatói és tanári diplomát. 1908-ban orvosi diplomát szerzett. 1908 és 1931 között szellemi fogyatékos gyerekekkel foglalkozott.
Az első világháború alatt katonaorvosként dolgozott és érdekelni kezdte a neurológia. 1921-ben a Sorbonne-n tanársegéd lett, és 1925-ben PhD fokozatot szerzett a "féktelen gyerek" című disszertációjával. 1927-ben a École Pratique des Hautes Études dékánjává nevezték ki. Létrehozta a Gyermek Pszicho-biologiai Labort a Francia Nemzeti Kutatóközpontban. Ide csatlakozott Paul Diel 1945-ben. 1937 és 1949 között a Collège de France-on professzor, a gyerekpszichológiai és oktatási tanszéken. 1948-ban a párizsi egyetem pszichológia tanszékének vezetője lett, és elindította az Enfance(=Gyermekkor) című folyóiratot. 1946-tól 1962-ben bekövetkezett haláláig a Groupe français d'éducation nouvelle elnöke.

#### Elmélete
Henri Wallon megfigyeléseit a gyerek személyiségének egymást követő fejlődési szakaszaival írta le. Bizonyos szakaszokban az érzelem dominálja az intelligenciát, és vannak olyan szakaszok is, ahol ez fordítva történik. A gyerek személyisége ebben az összefüggéstelen és versengő rendszerben fejlődik, mely az intelligencia és az érzelem között áll fenn. Wallon így tudta tisztázni egy dialektikai modell alapfogalmait, mint például az érzelmet, attitűdöt, és az interperszonális kapcsolatokat. Elméletében a regresszió lehetséges, ellentmondva ezzel a Jean Piaget modellnek.

#### A legfőbb szakaszok
- 1. Az impulzivitás és érzelem szakasza (0-3 hónapos korig): Az infantilis élet dominál, belső érzések és az érzelmi faktorok, amit a környezete sugároz. A mozgás tekintetében gyenge mozgáskontroll a jellemző, és gesztikulálási problémák. A környezete által adott minőségi visszajelzések segítik, hogy felismerje a különböző érzelmeket.
- 2. A szenzomotoros és projektív szakasz (1-3 éves korig): A külső világ befolyása győzedelmeskedik a gyerek fölött. A külső ingerek integrálása révén kerül felszínre két fajta intelligencia: a praktikus ( a külső tárgyak és a gyerek saját testének használata által) és a következtető, ami az elképzelések és a nyelv használata által jön létre.
- 3. A személyiség szakasza (3-6 éves korig): E szakasz meghatározója az, hogy az érzelem újra az intelligencia fölé kerekedik. 3 éves kor körül a gyerek a szülővel kerül szembe egy fajta "dackorszak" által. Ez az attitűd hamarosan megjelenik a mozgás és a szociális viselkedés területén is. A gyerek így fejezi ki ellenszenvét a tekintély-elvű modell ellen, amelyet a szülő állít elé.
- 4. A kategóriák szakasza (6-11 éves korig): Az intellektualitás újra az érzelmek fölé kerül. Az iskoláskor alatt a gyerek szert tesz akaratlagos memória kapacitásra és figyelemre. Gondolkodásában megjelennek a mentális kategóriák, amik később az elvont fogalmak megértését segítik.
- 5. A serdülőkor (11 éves kortól): Ebben a szakaszban ismételten az érzelmek dominálnak.

Émile Jalley mutatott rá arra, hogy Henri Wallon figyelmes olvasója volt a német tudományos és filozófiai irodalomnak, és felhívta a figyelmet arra, hogyan emelte át Hegel és Freud koncepcióit a francia pszichológiába.
Kitartott a diszkontinuitás mellett és azon krízis fogalma mellett, ami megalapozza ezt a diszkontinuitást. Kinyilvánította egyetértését a hégeli dialektika alapelveivel. Ebben az értelemben különbözött Jean Piaget-től, aki a saját szakaszai leírásában a diszkontinuitás ellen érvelt.
Henri Wallon-nak nagy befolyása volt a pszichoanalízisre mind Franciaországban, mind külföldön. Émile Jalley mutatott rá arra, hogy újra áttekintette Freud bizonyos megfigyeléseit és koncepcióit a saját fejlődés elméletében. Viszont más pszichoanalitikusok átdolgozták a megfigyeléseit. Többek között René Spitz, Donald Winnicott és Jacques Lacan, aki később a "tükör helyzet" eredeti ötletért tartozott Wallon-nak.

## Kötetei magyar könyvtárakban
Wallon köteteit eredeti francia nyelven, néha német fordításban szerezték be közkönyvtáraink. Néhány kötetét ill. tanulmányát magyar nyelvre is lefordították:
- L'évolution psychologique de l'enfant (magyar)

A gyermek lelki fejlődése / Henri Wallon ; ford. Binét Ágnes	Budapest : Gondolat K., 1958. 171 p.
- Válogatott tanulmányok / Henri Wallon ; előszó René Zazzo ; vál. és bev. Mérei Ferenc ; ford. V. Binét Ágnes, Kiss Árpád. Budapest : Gondolat, 1971. 375 p., 1 t.
- Játékpszichológia : Olvasókönyv óvodapedagógus hallgatóknak / [szerzők: Freud Anna, Henri Wallon et al.] szerk. B. Lakatos Margit ; [közread. az ELTE Tanító és Óvóképző Főiskolai Kar Neveléstudományi Tanszéke]. Budapest : ELTE TÓFK, 2001. 306 p.
- A Langevin–Wallon tervezet; ford., bev. Ágoston György; Tankönyvkiadó, Bp., 1966 (A pedagógia időszerű kérdései külföldön)

## Fordítás
- Ez a szócikk részben vagy egészben a Henri Wallon (psychologist) című angol Wikipédia-szócikk fordításán alapul.  Az eredeti cikk szerkesztőit annak laptörténete sorolja fel. Ez a jelzés csupán a megfogalmazás eredetét és a szerzői jogokat jelzi, nem szolgál a cikkben szereplő információk forrásmegjelöléseként.